# Lampasas
Lampasas är administrativ huvudort i Lampasas County i Texas. Enligt 2010 års folkräkning hade Lampasas 6 681 invånare.